# Checea
Checea es una comuna ubicada en el distrito de Timiș, Rumania.

## Superficie
Posee una superficie de 57,08 kilómetros cuadrados.

## Demografía
Hasta 2021 la población era de 2238 habitantes, con una densidad de población de 39,21 habitantes por kilómetro cuadrado.